# Timpan (anatomie)

Anatomia urechii umane.

Timpanul este membrana care desparte urechea externă de urechea mijlocie. Timpanul are o grosime de aproximativ 0,1 mm și reacționează prin vibrații la excitanții sonori (undele sonore captate de pavilionul urechii). Vibrând, prin intermediul 
ciocănașului, nicovalei și scăriței, timpanul transmite vibrațiile la ferestra ovală care separă urechea medie de cea internă. Timpanul poate vibra cu o frecvență cuprinsă între 15-20.000 de vibrații pe secunda (15 - 20.000 Hz).